# صفحه آمریکای جنوبی

ورقه آمریکای جنوبی با رنگ بنفش پررنگ نشان داده شده‌است.

ورقه آمریکای جنوبی یک ورقه زمین‌ساخت آمریکای جنوبی است و هم‌چنین یک منطقه چشم‌گیر گسترده در بستر پشته میانی اقیانوس اطلس است.